# Судинні спорові
Судинні спорові (Pteridophyta Schimp., 1879) — група судинних рослин, які розмножуються спорами. Оскільки група не монофілетична, то є недійсним таксоном. Нині ця група має неофіційне використання, щоб виділити з-поміж інших спороутворювальні судинні рослини.

## Життєвий цикл
Як у насіннєвих рослин і мохів, життєвий цикл передбачає чергування поколінь. Це означає, що диплоїдне покоління (спорофіт, який виробляє спори) слідує за гаплоїдним поколінням (гаметофіт, який виробляє гамети). Судинні спорові відрізняються від мохів та насіннєвих рослин тим, що обидва покоління є незалежними, хоча спорофіт, як правило, значно більший і помітніший.

## Склад
Парафілетична група судинні спорові містить дві монофілетичні групи і 2 класи сучасних рослин:
- клас Плауноподібні (Lycopodiopsida Bartl.);
  -     - порядок Плаунові (Lycopodiales DC. ex Bercht. & J.Presl);
    - порядок Isoetales Prantl;
    - порядок Selaginellales Prantl;
- клас Папоротеподібні (Polypodiopsida Cronquist, Takht. & W.Zimm.);
  - підклас Equisetidae Warm.;
    - порядок Хвощові (Equisetales DC. ex Bercht. & J.Presl);

  - підклас Ophioglossidae Klinge
    - порядок Psilotales Prantl;
    - порядок Вужачковидні (Ophioglossales Link);

  - підклас Marattiidae Klinge;
    - порядок Marattiales Link;

  - підклас Polypodiidae Cronquist, Takht. & W.Zimm.;
    - порядок Osmundales Link;
    - порядок Hymenophyllales A.B.Frank;
    - порядок Gleicheniales Schimp.;
    - порядок Schizaeales Schimp.;
    - порядок Salviniales Link;
    - порядок Cyatheales A.B.Frank;
    - порядок Polypodiales Link,

але не містить сестринську до Monilophyta групу Spermatophyta.

## Галерея

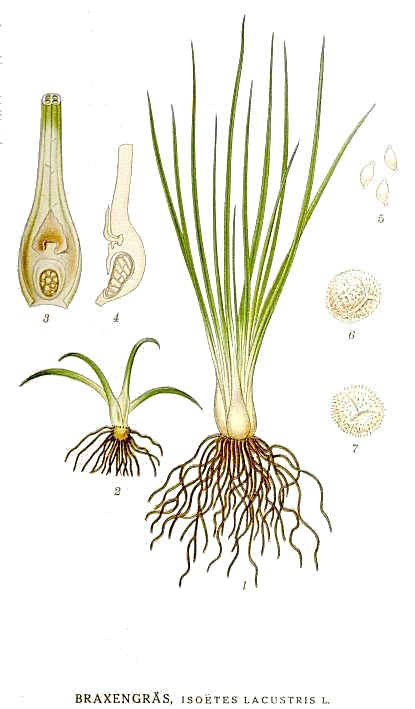
Isoetes lacustris — Isoetopsida
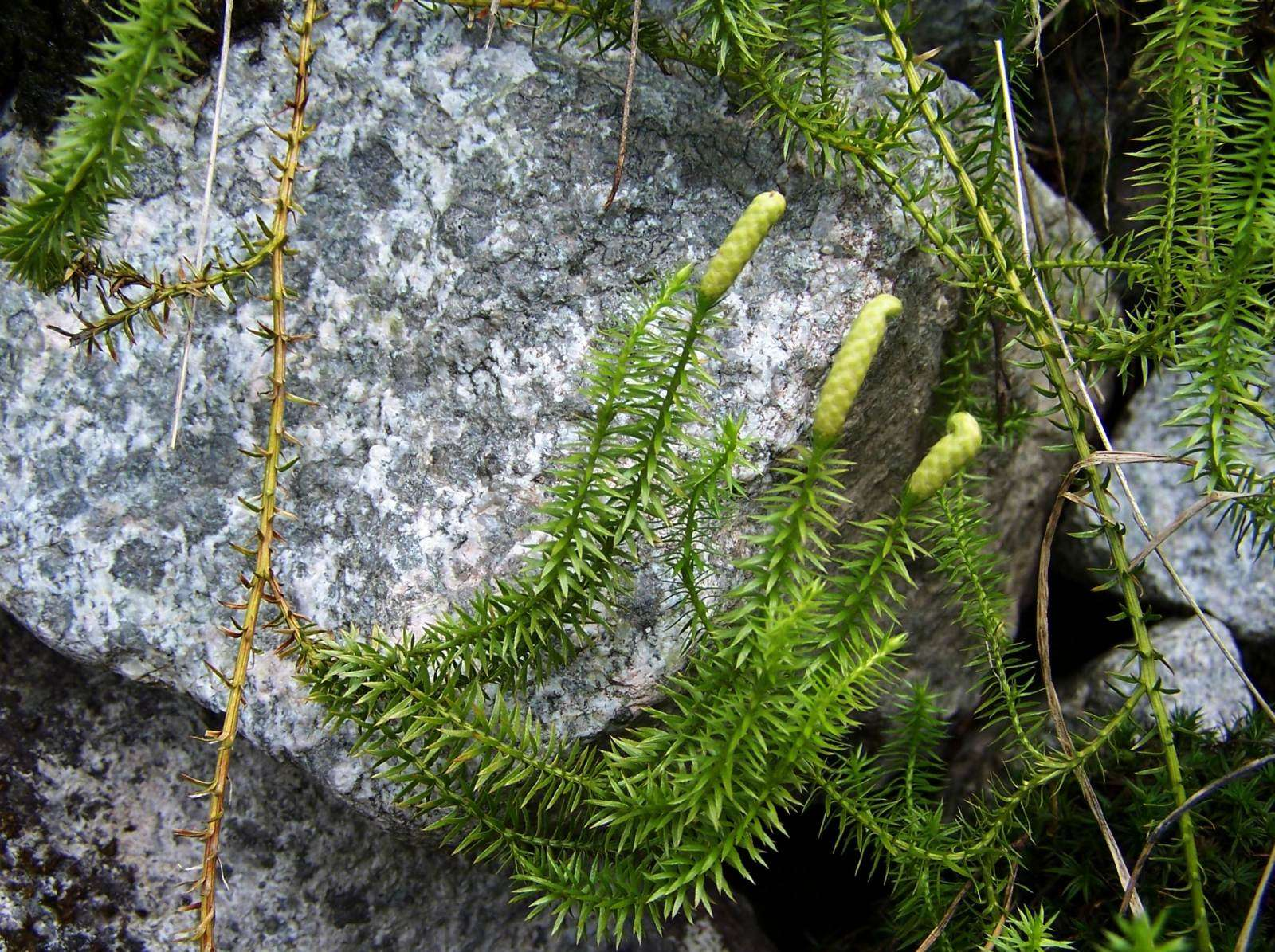
Lycopodium clavatum — Lycopodiopsida
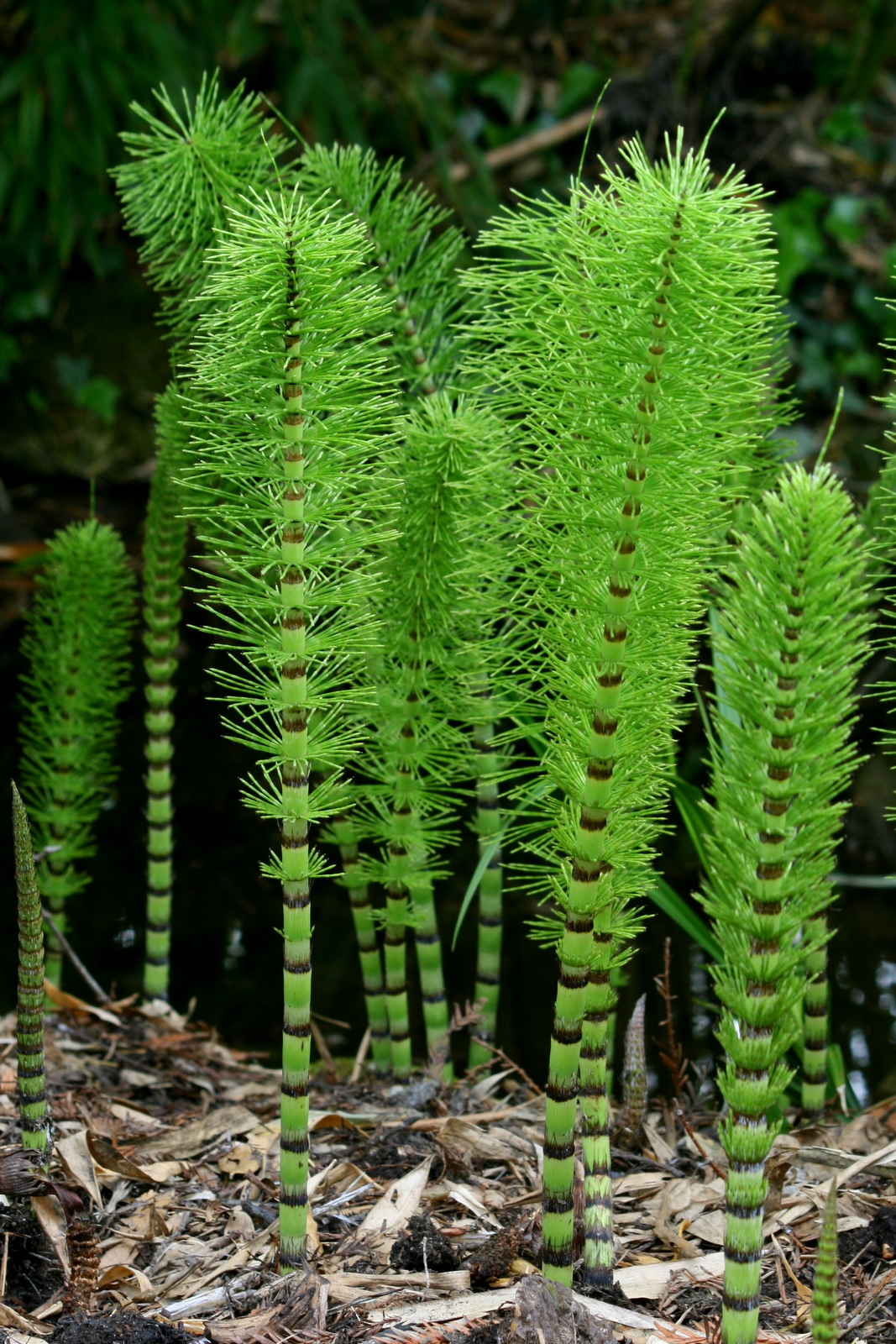
Equisetum telmateia — Equisetopsida
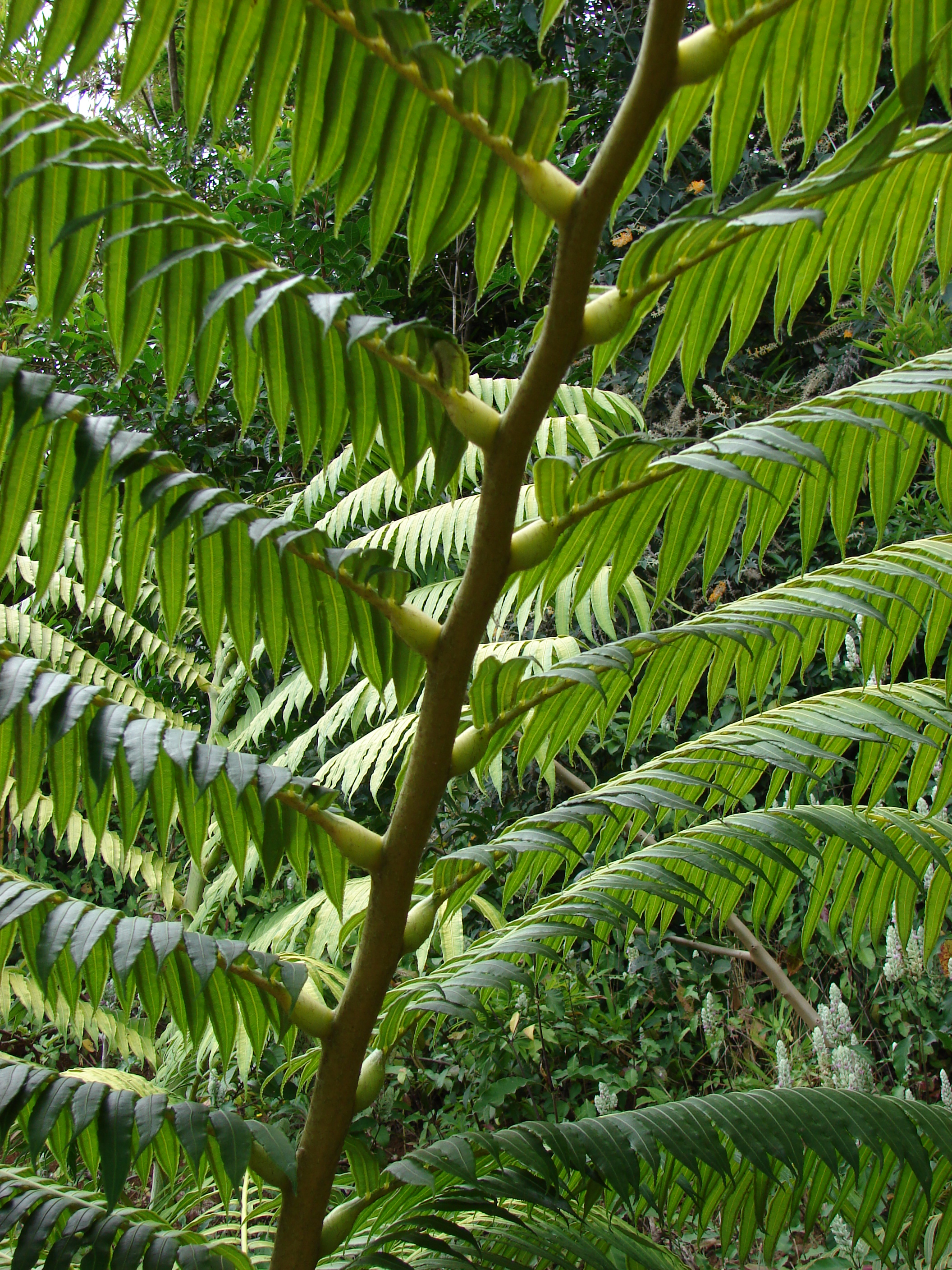
Angiopteris evecta — Marattiopsida
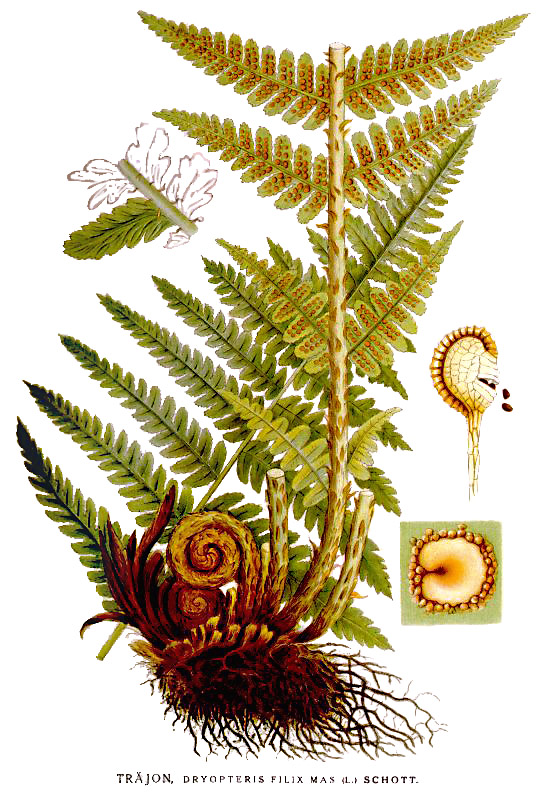
Dryopteris filix-mas — Polypodiopsida
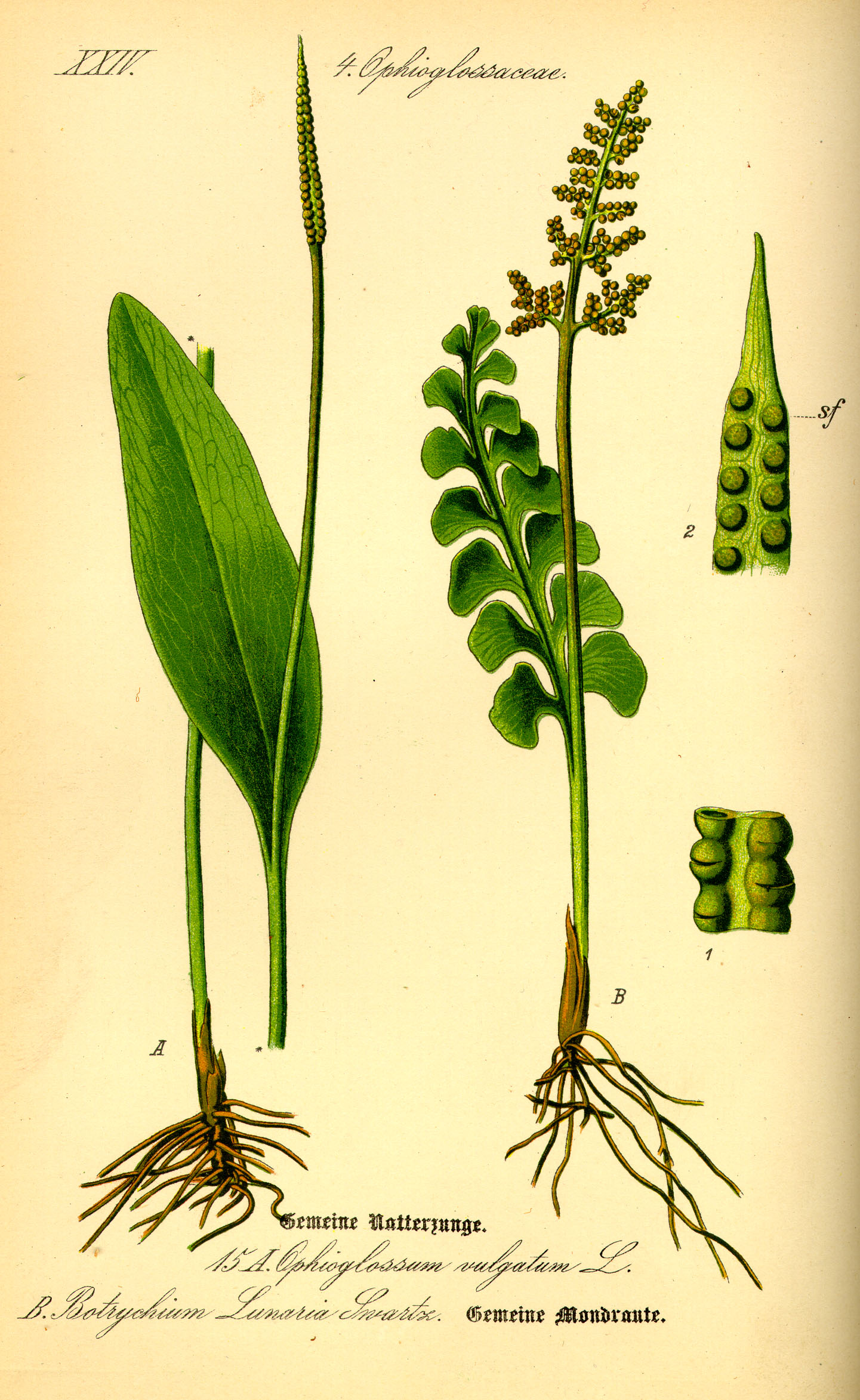
Ophioglossum vulgatum (зліва) й Botrychium lunaria — Psilotopsida